# Rollfigurer i M*A*S*H
Rollfigurer i M*A*S*H är en lista över de fiktiva personer som förekommer i den amerikanska komediserien M*A*S*H, producerad 1972–1983 av 20th Century Fox Television. Listan är ofullständig och innehåller främst de mest framträdande rollfigurerna.

## Huvudroller

### Hawkeye Pierce
Benjamin Franklin "Hawkeye" Pierce (Alan Alda) – Grad: Kapten; Förste kirurg på sjukhuset. Hawkeye kommer från Crabapple Cove, Maine och är lika begåvad med slagfärdighet som med skalpell. Han värvades in i kriget och avskyr varje stund, fastän han försöker skapa så många goda minnen som möjligt, när han inte stöter på sjuksystrarna, spelar de andra i lägret spratt och larvar runt med sina vänner. Han har en gång beskrivit sin roll i Korea som: "… att dra korvar ur en köttkvarn, om möjligt utan att bli galen." Hawkeye, Trapper John och Frank Burns delar tält, känt som Träsket (The Swamp); de senare ersätts så småningom av B.J. Hunnicut och Charles Winchester.
Alda medverkar i alla seriens 251 avsnitt.

### Trapper John
John Francis Xavier "Trapper" McIntyre (Wayne Rogers) (Säsong 1–3) – Grad: Kapten; kirurg. Trapper är Hawkeyes medbrottsling, men hans färdigheter hålls inte för lika bra som Hawkeyes. Han är bättre ihågkommen i lägret för sin förmåga att spela spratt. När Wayne Rogers lämnade serien på grund av meningsskiljaktigheter angående Trappers karaktärsutveckling skrevs det in i handlingen, att han blev hemförlovad medan Hawkeye var på permission efter Henry Blakes död. Han lämnade inget meddelande eller annan form av adjö till Hawkeye, ett överraskande elakt drag mot en nära vän, som gjorde Hawkeye mycket upprörd. Även flera år senare, när B.J. blev hemförlovad och inte fick tid att lämna något meddelande, grundades Hawkeyes reaktion i att han ursprungligen hade blivit ledsen och sårad över, att Trapper inte brydde sig om att ta farväl. Vissa fans tror att detta gjordes av manusförfattarna och producenterna som hämnd mot Rogers, för att framställa Trapper i dålig dager för att få publiken att få förtroende för den nye figuren B.J. Hunnicutt.
Rogers medverkar i 73 av seriens 251 avsnitt.

### B.J. Hunnicutt
B.J. Hunnicut (Mike Farrell) (Säsong 4–11) – Grad: Kapten; kirurg. B.J. värvas strax innan han kommer till sjukhuset och plockas upp i Seoul av Radar och Hawkeye, som försökte få tag på Trapper innan han åkte hem till USA. B.J:s sinnen får sig en allvarlig törn av krigets hemskheter nästan direkt när han anländer, och han blir snabbt god vän med Hawkeye. Han är en tystlåten och gladlynt man, men B.J. försöker inte få till det med sköterskorna, som Trapper gjorde; han är lyckligt gift och har en nyfödd dotter, som föddes strax innan han skickades iväg. Fastän B.J. har en kärlekshistoria (inte affär) med en sköterska och en journalist medan han är i Korea, är hans fasta lojalitet mot sin fru och dotter ett av hans starkaste karaktärsdrag, vilket gör honom till en utmärkt motvikt mot Hawkeyes mer utsvävande natur. I ett avsnitt blir Hawkeye besatt av tanken att få veta vad bokstäverna B.J. står för och så småningom hävdar B.J. (kanske på skämt), att han fick sitt namn efter sin mor Bea och sin far Jay. "What’s the B.J. stand for?" "Anything you want." ("Vad står B.J. för?" "Vad du vill.")
Farrell medverkar i 179 av seriens 251 avsnitt.

### Henry Blake
Henry Braymore Blake (McLean Stevenson) (Säsong 1–3) – Grad: Överstelöjtnant; kirurg; överbefälhavare på sjukhuset. Henry är en mild, ibland osäker, befälhavare som styr sjukhuset. Han är en god kirurg, men verkar ha tagit sig lite vatten över huvudet, när det gäller att vara befälhavare. Henry ser genom fingrarna med allt hos sina underlydande, förutom deras värsta beteende och ger Hawkeye och Trapper ganska fria tyglar, vilket skapar ständiga irritationsmoment för Frank Burns som älskar militärlivet och Margaret Houlihan, som är yrkessoldat och ständigt kräver att Henry ska hålla efter galningarna Trapper och Hawkeye (särskilt när de har förödmjukat Frank eller Margaret genom att spela dem något elakt spratt). I sista avsnittet av tredje säsongen blir Henry hemförlovad, men kommer aldrig hem. I ett av TV-historiens mer nervkittlande ögonblick tror publiken att Henry återvänder till USA utan problem, när Radar kommer in i operationsrummet och ser mycket medtagen och blek ut:
Trapper: Radar, put a mask on!
Hawkeye: If that’s my discharge, give it to me straight, I can take it.
Radar: I have a message. Lieutenant Colonel...Henry Blake’s plane...was shot down over the sea of Japan...it spun in...there were no survivors.
Svensk översättning:
Trapper: Radar, sätt på dig en ansiktsmask!
Hawkeye: Om det är min hemförlovning, så säg det utan omsvep, jag kan ta det.
Radar: Jag har ett meddelande. Överstelöjtnant...Henry Blakes flygplan...blev nerskjutet över Japanska havet...det dök i...det fanns inga överlevande.
Denna berömda scen blev än mer bedövande, eftersom ingen av skådespelarna (utom Alan Alda) hade blivit informerade om detta innan scenen filmades, så deras chock och ledsnad var deras verkliga reaktioner. Efter att Radar har lämnat sitt meddelande hörs ett skallrande ljud (som inte stod med i manus) och en skådespelare råkade tappa ett kirurgiinstrument. Seriens producenter bestämde sig för att låta scenen förbli så, efter slutredigeringen, eftersom det gav en mycket stor känsla av realism till chocken och ledsnaden, som figurerna kände.
Stevenson medverkar i 72 av seriens 251 avsnitt.

### Sherman T. Potter
Sherman T. Potter (Harry Morgan) (Säsong 4–11) – Grad: Överste; kirurg; överbefälhavare på sjukhuset (efter Henry Blake). Sherman Potter är en lyckligt gift karriärsmilitärkirurg som sätts att föra befälet på sjukhuset efter Henrys avsked. Shermans militära karriär går tillbaka till första världskriget, när han var kavallerisoldat (han började som värvad och blev stamanställd officer senare under karriären). Fastän Frank och Margaret till en början tror att en yrkesmilitär ska få mer disciplin på Hawkeye, Klinger och de andra värnpliktiga föredrar Sherman att tillåta deras skämt och spratt, just för att de är värnpliktiga och inte yrkessoldater. Han tycker också, att deras skämt är lustiga, även om hans tålamod har sina begränsningar. Under kriget ger Radar honom en häst på hans bröllopsdag, vilken han döper till Sophie; när kriget är över ger Sherman Sophie till barnhemmet nära lägret och pensionerar sig från armén, besluten att tillbringa återstoden av sitt liv tillsammans med sin fru, barn och barnbarn. Han är en passionerad målare och allteftersom säsongerna går dekoreras hans kontor med hans lustiga porträtt av sjukhuspersonalen.
Morgan medverkar i 180 av seriens 251 avsnitt.

### Frank Burns
Franklin Delano Marion "Ferret Face" Burns (Larry Linville) (Säsong 1–5) – Grad: Major (befordras till överstelöjtnant); kirurg. Frank är en klumpig, egoistisk och feg man vars dåliga färdigheter i kirurgi ofta hånas eller görs narr av andra på sjukhuset. Fastän han är gift har han ett förhållande med major Margaret Houlihan och fortsätter att tråna efter henne, även sedan hon har blivit förlovad med Donald Penobscott. Franks uppträdande varierar mellan det milt irriterande och det extremt förolämpande, från blind patriotism och rasism till själviskhet. Margarets giftermål med Penobscott driver slutligen Frank över gränsen till nervsammanbrott och han åker på en hopplös resa till Tokyo för att försöka hitta henne, medan hon och Penobscott är på smekmånad. Frank frias slutligen från alla brottsanklagelser som han genom sitt uppträdande ådrar sig, blir befordrad till överstelöjtnant och skickas till ett veteransjukhus alldeles i närheten av hans hemstad i Indiana (till stor irritation för Hawkeye).
Linville medverkar i 120 av seriens 251 avsnitt.

### Margaret Houlihan
Margaret J. "Hot Lips" Houlihan (Loretta Swit) – Grad: Major; Översköterska. En gång beskriven av Charles som "en del förförerska och en del hunnerhövdingen Attila" är Margaret en karriärsköterska från en militärfamilj (hennes fader var pensionerade översten Alvin "Howitzer Al" Houlihan). Även då hon starkt ogillar deras omilitariska uppträdande fattar Margaret ändå tycke för de män och kvinnor som omger henne och är starkt beskyddande för dem, särskilt sina sköterskor. Till en början är Margaret invecklad i ett förhållande med den gifte Frank Burns, trots att både otrohet och förbrödring är allvarliga brott under de amerikanska militärlagarna (Uniform Code of Military Justice). Till slut tröttnar Margaret på Franks småaktiga och fega beteende och, efter att en kort tid ha blivit uppvaktad, gifter sig med överstelöjtnant Donald Penobscott. Äktenskapet blir dock kortvarigt och de skiljer sig snart. Margarets figur och karaktär förändras betydligt under seriens gång, från en komisk hycklare till en känslig, stolt och intelligent kvinna. Efter kriget stannar Margaret i armén hellre än att fortsätta sin karriär inom det civila.
Swit medverkar i alla seriens 251 avsnitt.

### Charles Winchester
Charles Emerson Winchester III (David Ogden Stiers) (Säsong 6–11) – Grad: Major; kirurg. Charles är överläkare på kardiotoraktiska kirurgavdelningen på Bostons allmänna sjukhus. När han värvas stationeras han i Tokyo, men efter att han har besegrat överste Baldwin i kortspelet cribbage och från honom vinner 672 dollar och 17 cent, överför översten Charles till M*A*S*H-sjukhuset, för att ersätta den numera galne Frank Burns. Charles kommer från en välbärgad Bostonfamilj och avskyr varje del av lägret: "Know this: you can cut me off from the civilized world, you can incarcerate me with two moronic cellmates, you can torture me with your thrice daily swill, but you cannot break the spirit of a Winchester. My voice shall be heard from this wilderness and I shall be delivered from this fetid and festering sewer!" ("Kom ihåg: ni kan bryta mina kontakter med den civiliserade världen, ni kan spärra in mig med två galna medfångar, ni kan tortera mig med att ge mig dynga tre gånger om dagen, men ni kan inte knäcka en Winchester. Min röst skall höras från denna vildmark och jag skall komma bort från denna illaluktande kloak!") Så småningom lär sig dock Charles att acceptera livet på sjukhuset, hur avskyvärt han än tycker, att det är, och nöjer sig. Även om hans förhållande till Hawkeye och B.J. aldrig förlorar sin ton av motsättning, utvecklar de en stark, men outtalad, vänskap. Strax innan han lämnar Korea möter han ett kringströvande band av nordkoreanska krigsfångemusiker och lär dem att spela en av Mozarts kvartetter; då de strax därefter dödas i ett bombanfall förändras Charles attityd till musik för alltid.
Stiers medverkar i 131 av seriens 251 avsnitt.

### Radar O'Reilly
Walter Eugene "Radar" O’Reilly (Gary Burghoff) (Säsong 1–8) – Grad: Korpral; sekreterare. (Burghoff var den ende skådespelare från filmen, som repriserade sin roll i TV-serien.) Radar är den unge bondsonen, som värvas in i kriget och mognar dubbelt så fort på slagfältet, som han skulle ha gjort på bondgården. Walter kallas Radar på grund av sin förmåga att höra helikoptrar innan de kommer och sina alltid korrekta gissningar om vad Blake och senare Potter kommer att vilja få av honom härnäst. Radar har hand om alla kommunikationer och rekvisitioner på sjukhuset, lika väl som att agera sekreterare åt befälhavaren. Radars far dog när han var ung och hans morbror Ed är hans manliga förebild innan han kommer till Korea; Henry Blake var som en far för honom och Sherman Potter var en mentor eller farfarsfigur. Radar kände också en särskilt hjältedyrkan för Hawkeye ända tills, när Radar blir sårad och själv måste bli opererad, Hawkeye dricker så mycket att hans baksmälla tvingar honom att lämna operationsrummet mitt under pågående operation. Efter en allvarlig kamp mellan dem blir Radar och Hawkeye vänner igen och Hawkeye blir mer som en äldre bror för honom. När Radars farbror Ed dör blir Radar hemförlovad och åker hem, för att hjälpa sin mor på bondgården. 
Burghoff medverkar i 180 av seriens 251 avsnitt.

### Fader Mulcahy
Fader John Patrick Francis Mulcahy (William Christopher) – Grad: Löjtnant, befordrad till kapten; fältpräst på sjukhuset. – Fader Mulcahy är en rar, välmenande, något naiv katolsk präst med uppdraget att sörja för själavården på sjukhuset. Fastän han kan vara hård och omedgörlig när det gäller föredrar fader Mulcahy att stå för kärlek, omtanke, förlåtande och välgörenhet. När han har tid assisterar fader Mulcahy också vid de lokala barnhem och välgörenhetsorganisationer som försöker ta hand om de koreanska barn, som har blivit vilse eller bortglömda i kriget. Han var också boxningslärare i sin församling hemma i USA. En intressant detalj är att rollen som fader Mulcahy spelades av George Morgan i pilotavsnittet, medan Christopher tog rollen från och med tredje avsnittet.
Christopher medverkar i 213 av seriens 251 avsnitt.

### Maxwell Klinger
Maxwell Q. Klinger (Jamie Farr) – Grad: Korpral, befordrad till sergeant; sekreterare (efter Radars avsked) på sjukhuset. Klinger är av libanesisk härkomst från Toledo, Ohio. Fastän han gifter sig med sin ungdomskärlek Laverne Esposito via kortvågsradio har hon senare en affär medan han är i Korea och de tar ut skilsmässa. Klinger är mest känd för att ständigt klä sig i kvinnokläder, ju hemskare desto bättre, i ständiga försök att få en Section 8 (avsked på grund av psykisk ohälsa). Dessa försök genomskådas lätt av Henry Blake och Sherman Potter, som låter Klinger klä sig på detta vis för skojs skull. Efter Radars avsked överger Klinger klänningarna och bär samma gröna uniform som alla andra. Precis innan kriget slutar blir Klinger kär i och gifter sig med en sydkoreansk flykting vid namn Soon-Yee; efter alla sina försök att lämna Korea innan kriget är över slutar det med att Klinger stannar kvar efter undertecknandet av vapenvilan och dess ikraftträdande för att hjälpa Soon-Yee att leta efter sina föräldrar i flyktinglägren.
Farr medverkar i 216 av seriens 251 avsnitt.